# هاينز ستيكل
هاينز ستيكل (بالألمانية: Heinz Stickel)‏ هو لاعب كرة قدم ألماني في مركز الوسط، ولد في 9 مايو 1949 في ألمانيا الغربية، وتوفي في 15 نوفمبر 2015 في غوبينغن في ألمانيا. لعب مع إي أس نانسي ونادي شتوتغارت ونادي غوادالاخارا ونادي كايزرسلاوترن وهولشتاين كيل.

## وصلات خارجية
- هاينز ستيكل على موقع قاعدة بيانات كرة القدم.إي يو (الإنجليزية)
- هاينز ستيكل على موقع بيانات كرة القدم. دي إي (الألمانية)
- هاينز ستيكل على موقع عالم كرة القدم.نت (الإنجليزية)